# Lana Banelli
Lana Banelli es una deportista croata que compitió en taekwondo. Ganó una medalla de plata en el Campeonato Europeo de Taekwondo de 2002 en la categoría de –51 kg.

## Palmarés internacional
| Campeonato Europeo | Campeonato Europeo | Campeonato Europeo | Campeonato Europeo |
| Año                | Lugar              | Medalla            | Categoría          |
| ------------------ | ------------------ | ------------------ | ------------------ |
| 2002               | Samsun (Turquía)   | Medalla de plata   | –51 kg             |